# 신동진 (쌀)
신동진(新東津)은 한국의 쌀 품종이다. 1990년대 대한민국 농촌진흥청이 개발한 쌀로, 2018년 기준 한국에서 가장 많이 재배되는 쌀이다. 2017년 전국 쌀 생산 면적의 11.7%를 차지하였다. 밥알이 다른 품종보다 1.3배 정도 커서 식감이 좋으며 주로 전북 지역에서 많이 재배된다.